# Briana Lane
Briana Lane (* 27. Oktober 1985 in Los Angeles) ist eine US-amerikanische Schauspielerin und Musikerin. Sie ist bekannt für ihre Rollen in den Freeform-Serien Young & Hungry und Switched at Birth sowie die von ABC produzierte Serie General Hospital, für die sie für den Daytime Emmy im Mai 2021 nominiert wurde.
Sie hatte u. a. Rollen in den Filmen Der Killer-Trainer (2018) und Renn, Liebling, Renn (2020).